# 무차루차: 거인
무차루차: 거인(¡Mucha Lucha!, 세 번째이자 마지막 시즌에는 Gigante라는 자막이 붙음)은 2002년 8월 17일부터 2005년 2월 26일까지 키즈' WB(Kids' WB)에서 방영된 미국 애니메이션 TV 시리즈이다. 에디 모트(Eddie Mort)와 릴리 친(Lili Chin)이 제작하고 워너 브라더스 애니메이션이 제작했다. 이는 수년 동안 애니메이션 매체로 널리 사용된 프로그램인 매크로미디어 플래시로 제작된 어린이를 대상으로 한 최초의 애니메이션 TV 시리즈이다.
2005년 1월 4일, 직접적인 비디오 장편 영화 "¡Mucha Lucha!: The Return of El Maléfico"가 이 시리즈를 기반으로 제작되었다.

## 같이 보기
- 루차 리브레
- 엘 산토